# Karl Vanselow (Schriftsteller)
Ludwig Karl Vanselow (* 20. März 1877 in Schönlanke, Provinz Posen; † 28. Dezember 1959 in Berlin) war ein deutscher Schriftsteller, Verleger und Fotograf.

## Biografie
Nach dem Tod seines Vaters kümmerte sich sein älterer Bruder um ihn und ermöglichte ihm den Besuch des Gymnasiums in Elbing. Als der Bruder kurz danach starb, musste er selbst für die Familie sorgen und begann 1895 als Journalist in der Redaktion der Zeitschrift Deutsche Warte in Berlin. Nach wenigen Jahren machte er sich mit der eigenen Zeitschrift Das Schulhaus (1899–1913) und weiteren verlegerischen Projekten im Dienste der Lebensreformbewegung selbständig.
Karl Vanselow wird hauptsächlich als Gründer und langjähriger Herausgeber der Zeitschrift „Die Schönheit“ genannt, die von 1903 bis 1932 erschien und in der er auch eigene Aktfotografien veröffentlicht hat. Ein Modell, die Tänzerin Olga Desmond, wurde von ihm für „Schönheitsabende“ in Berlin engagiert. Er gilt als ein Freund des Malers Fidus. 1914 musste er seinen Verlag aufgeben, weil er vor dem Bankrott stand.
Sein erster Gedichtband „Von Weib und Welt“ erlebte mehrere Auflagen in verschiedenen Verlagen. Wegen seiner Zeitschrift Geschlecht und Gesellschaft (1905–1914) wurde er der Verbreitung unzüchtiger Schriften beschuldigt, aber 1907 beim Prozess vor dem Landgericht Berlin freigesprochen. Auch mit der Zeitschrift Die Schönheit kam er wegen der Aktfotos vor Gericht: Das Reichsgericht Leipzig sprach ihn 1906 und 1909 frei, weil die Darstellung des Nackten zur Werbung für die Freikörperkultur beitrage. Überliefert ist von ihm der Satz: „Wenn wir nicht schön genug sind, um nackt zu sein – gut, so wollen wir nackt sein, um wieder schön zu werden.“
Bis Anfang der 1930er Jahre hatte er eine Adresse in Berlin, wo auch sein Verlag „Das Schulhaus“ seinen Sitz hatte. Vanselow gab aber als ständige Wohnadresse seine 1910 gekaufte Villa in Werder (Havel) an. Berufsbezeichnung war in der Regel „Schriftsteller“. 1921 und 1928 ist er als Besitzer des Kinos „Schönheit-Lichtspiele“ in der Ludwigkirchstr. 6 genannt, das zeitweise einer Klara Rothe gehört hat. Danach und davor hieß es „Uhland-Lichtspiele“ und war später die Spielstätte des Reichskabaretts. Er hat wohl für die UFA Drehbücher geschrieben.
Durch die Bekanntschaft mit Jan Fethke, einem Drehbuchschreiber und Regisseur, hat er Esperanto kennengelernt und konnte bereits Mitte der dreißiger Jahre Gedichte in internationalen Esperanto-Zeitschriften veröffentlichen. Im Alter zeigte er sich als engagierter Verfechter der Plansprache. Er hat ein Esperanto-Lehrbuch in Gedichtform verfasst und zahlreiche Esperanto-Gedichte veröffentlicht. Deswegen  wurde zu dieser Zeit auch als „Verda Trobadoro“ (Grüner Troubadur) bezeichnet.
Er gilt auch als Heimatdichter seiner Geburtsstadt Schönlanke im Netzekreis (heute in Polen).

## Zur Bedeutung von Karl Vanselow
Ein Zeugnis für die Intensität der Diskussion um die Geschlechterproblematik zu Beginn des 20. Jahrhunderts ist die von Karl Vanselow 1905 gegründete Zeitschrift Geschlecht und Gesellschaft mit der Beilage „Sexualreform“, deren Aufgabe es sein sollte, »sich an den großen Reformen unserer Zeit in den Fragen des Geschlechts und der Gesellschaft zu beteiligen«.
Den Ausgangspunkt bildete dabei die Beobachtung: »Immer mehr kommen die pädagogischen, ärztlichen und juristischen Behörden zur Einsicht, daß den natürlichen Fragen eine natürliche Freiheit gelassen werden müsse. Und so sehen wir in zunehmendem Maße Probleme des geschlechtlichen und gesellschaftlichen Lebens in ihrer zwecknotwendigen Wechselwirkung in den Vordergrund des öffentlichen Interesses und offener Diskussion treten.« Entsprechend dieser Entwicklung wurden in der Zeitschrift die unterschiedlichen Fragestellungen der Geschlechterproblematik aus medizinischer und biologischer Sicht ebenso behandelt wie den mit ihr verknüpften sozialen, ethischen und rechtlichen Aspekten Rechnung getragen wurde.
Die Offenheit, mit der die Abhandlungen auch Fragen der Sexualität thematisierten, führte bereits nach dem Erscheinen des ersten Heftes von Geschlecht und Gesellschaft zu Versuchen, die Zeitschrift gerichtlich verbieten zu lassen. Der daraus erwachsene Rechtsstreit führte aber zu der Entscheidung, dass die Zeitschrift »in keiner Weise als unsittlich zu betrachten« sei, sondern als »in ihrer Tendenz berechtigt und sittlich, zumal sie nicht für die unreife Jugend, sondern für erwachsene und gebildete Leser bestimmt« sei. Biographische Aufsätze über bekannte Frauen der Gegenwart, stehende Rubriken zur »Erwerbstätigkeit« der Frau mit praktischen Hinweisen auf die Frauenberufe, zu »Frauenleben und Frauenstreben« mit Nachrichten über die wissenschaftliche Frauenarbeit, zur Tätigkeit der »Frauenvereine« und eine »Bücherschau« ergänzten das Programm der Zeitschrift.

## Werke
- Märchen der Liebe, 1898
- Von Weib und Welt. Gedichte. Mit Zeichnungen von Franz Müller. Verlag der Schönheit, 3. Aufl., Berlin / Leipzig / Wien [1918],
- Ideale Nacktheit, Verlag der Schönheit, 1914
- Nia lingvo Esperanto. Limpert, Berlin (1946–1953)
- Esperanto. Juncker, Berlin 1948

- Hrsg.: Das Schulhaus, Zeitschrift 1899–1913
- Hrsg.: Die Schönheit Zeitschrift 1902/3–1932
- Hrsg.: Geschlecht und Gesellschaft, Zeitschrift 1905–1913

## Einzelbelege
1. ↑  Olga Desmond
2. ↑  Personenlexikon der Sexualforschung
3. ↑  Ulrike Wiebrecht: Nackte Anarchie, Tagesspiegel vom 15. September 2015.

| Personendaten    | Personendaten                                   |
| ---------------- | ----------------------------------------------- |
| NAME             | Vanselow, Karl                                  |
| ALTERNATIVNAMEN  | Vanselow, Ludwig Karl (vollständiger Name)      |
| KURZBESCHREIBUNG | deutscher Schriftsteller, Verleger und Fotograf |
| GEBURTSDATUM     | 20. März 1877                                   |
| GEBURTSORT       | Schönlanke, Provinz Posen                       |
| STERBEDATUM      | 28. Dezember 1959                               |
| STERBEORT        | Berlin                                          |